# Потт, Август Фридрих
Август Фридрих Потт (нем. August Friedrich Pott; 14 ноября 1802[…], Неттельреде, Нижняя Саксония — 5 июля 1887, Галле, Пруссия) — немецкий языковед, доктор философских наук (1827), с 1833 г. профессор общего языкознания в Галле, иностранный член-корреспондент Петербургской АН (1855), один из основателей современного индоевропейского языкознания и общего языковедения. Труды его, вместе с трудами Франца Боппа и Якоба Гримма, имеют основное историческое значение в данной научной области. В то время, как Бопп все своё внимание сосредоточил на истории формального строя индоевропейских языков, оставляя в стороне их фонетику, а Гримм создал первый образец исторической грамматики для одной из групп индоевропейской семьи языков (германской), Потт первый пытался основать этимологию индоевропейских языков не на случайном внешнем сходстве известных слов или форм, а на почве фонетических законов, на которой возможно сближение форм и слов, утративших внешнее сходство, но на самом деле ведущих внешнее своё начало из одного общего источника. Потт был превосходно одарен для этой задачи; он обладал «умом в одно и то же время строгим и смелым», как выразился о нём Ренан.
Способный не только к смелой и широкой комбинации фактов, но и к строгой проверке своих сопоставлений, Потт в своем классическом труде: «Etymologische Forschungen» дал массу индоевропейских этимологий, в настоящее время общепризнанных и ходячих в науке. Ему же принадлежат и первые систематические сопоставления звуков индоевропейских языков, представленные им в форме особых таблиц. Хотя смелая фантазия Потта и увлекала его иногда за границы допустимого (напр., в вопросе о происхождении простых корней из первичных сложных слов, в котором он должен был уступить Курциусу), тем не менее, никто из его современников не принес такой пользы сравнительной фонетике индоевропейских языков. Столь же велики заслуги Потта и по отношению к общему языковедению, вопросами которого он продолжал заниматься до конца жизни. В этой области имя его должно быть поставлено сейчас же вслед за именем Вильгельма Гумбольдта, основателя данной научной дисциплины. Критическую оценку научной деятельности Потта см. Delbrück, «Einleitung in das Sprachstudium» (изд.   3, Лейпциг, 1898).
Основная работа — «Этимологические исследования в области индогерманских языков» (т. 1-2, 1833-36).